# Белояровский сельсовет (Мазановский район)
Белоя́ровский сельсове́т — сельское поселение в Мазановском районе Амурской области.
Административный центр — село Белоярово.

## История
Белояровский сельсовет образован в 1961 году.
3 декабря 2004 года в соответствии с Законом Амурской области № 384-ОЗмуниципальное образование наделено статусом сельского поселения.

## Население
| 2002  | 2010  | 2011  | 2012  | 2013 | 2014 | 2015  |
| ----- | ----- | ----- | ----- | ---- | ---- | ----- |
| 1143  | ↘1046 | ↘1041 | ↘1019 | ↘987 | ↘979 | ↗1007 |
| 2016  | 2017  | 2018  | 2019  | 2020 | 2021 |       |
| ↗1019 | ↘1015 | ↘1008 | ↗1009 | ↘996 | ↘899 |       |

## Состав сельского поселения
| № | Населённый пункт | Тип населённого пункта       | Население |
| - | ---------------- | ---------------------------- | --------- |
| 1 | Белоярово        | село, административный центр | ↘907      |
| 2 | Каменка          | село                         | ↗11       |
| 3 | Юбилейное        | село                         | →90       |